# Liste der Monuments historiques in Neuilly-l’Évêque
Die Liste der Monuments historiques in Neuilly-l’Évêque führt die Monuments historiques in der französischen Gemeinde Neuilly-l’Évêque auf.

## Liste der Immobilien
| Bezeichnung                      | Beschreibung             | Standort                  | Kennzeichnung | Schutzstatus | Datum | Bild |
| -------------------------------- | ------------------------ | ------------------------- | ------------- | ------------ | ----- | ---- |
| Kirche Notre-Dame-en-sa-Nativité | von 1804 bis 1811 erbaut | Place de la Mairie (Lage) | PA00079302    | Inscrit      | 1990  |      |

## Liste der Objekte
| Bezeichnung           | Beschreibung       | Standort                                    | Kennzeichnung | Schutzstatus | Datum | Bild |
| --------------------- | ------------------ | ------------------------------------------- | ------------- | ------------ | ----- | ---- |
| Zwölf-Apostel-Retabel | Kalkstein, um 1500 | in einer Außenwand des Schulgebäudes (Lage) | PM52001204    | Classé       | 1957  |      |